# Ian Bishop
Ian Bishop (ur. 29 maja 1965) – angielski piłkarz występujący na pozycji pomocnika.